# Johanka z Arku (muzikál)
Muzikál Johanka z Arku napsali Ondřej Soukup (hudba), Gabriela Osvaldová (texty) a Jiří Hubač (libreto). Premiéru měl v divadle Ta Fantastika 31. března 2000 v režii Jozefa Bednárika. Muzikál se ještě dočkal druhého uvedení v divadle Kalich. Premiéra se uskutečnila 14. září 2009 pod režijní taktovkou Lubomíra Fritze.

## Postavy a obsazení

### V divadle Ta Fantastika
- Johanka z Arku – Lucie Bílá, Bára Basiková, Lucia Šoralová, Iveta Bartošová, Martina Čechová
- Operátor (vyprávěč, biskup Couchon, šašek, vévoda burgundský, Sir Talbot) – Vladimír Marek, David Matásek, Martin Havelka
- La Hire – Kamil Střihavka, Petr Kolář
- Raimond – Petr Muk, Bohuš Matuš
- Král – Jan Apolenář, Vilém Čok, Bohuš Matuš
- Beaudricourt / Trémouille / Kat – Martin Pošta, Petr Dopita
- v dalších rolích: Marcel Jakubovie (archanděl Michael), Renáta Podlipská, Karina Tomsová, Pavla Kapitánová (Hlasy), Petr Opava (arcibiskup), Jan Gajdoš (inkvizitor), Tereza Ohmová, Ivo Hrbáč, Lukáš Kumpricht, Martin Kalous, Martin Pešek, Radmila Pokorná, Kristina Kloubková, Markéta Zehrerová
- taneční role: Adéla Šeďová, Dita Žemličková, Jan Révai, Igor Kolva

### V divadle Kalich
Od roku 2009:
- Johanka z Arku – Bára Basiková, Lucia Šoralová, Radka Špáňová, Iva Marešová
- Operátor (vyprávěč, biskup Couchon, šašek, vévoda burgundský, Sir Talbot) – Vladimír Marek, Zdeněk Podhůrský, Dalibor Gondík – jen výjimečně
- La Hire – Kamil Střihavka, Jiří Zonyga, Lukáš Písařík
- Raimond – Jan Kříž, Ondřej Ruml, Jan Tenkrát
- Král – Jan Apolenář, Vilém Čok, Jan Kříž – jen výjimečně
- Beaudricourt / Trémouille / Kat – Richard Tesařík, Petr Dopita
- Arcibiskup – Petr Opava, Michal Kubečka
- Farář – Antonín Moravec, Michal Pleskot
- Archanděl – František Pytloun, Ladislav Šubrt Hudec
- Sv. Markéta – Radka Špáňová, Ivana Korolová, Hana Kadlecová
- Sv. Kateřina – Martina Partlová, Renáta Podlipská

a company ...

## Příběh

### První dějství
1. Prolog 1 – divákům představuje Johanku z Arku
2. Johanka – Johanka vzpomíná na hlasy archanděle Michaela a světic, jak k ní poprvé promluvili
3. Hlasy – Archanděl a světice sdělují Johance její úkol – postavit se do čela francouzské armády a vyhnat z Francie Angličany; Johanka se takové odpovědnosti leká, nakonec však souhlasí
4. Proklínám – Johančina dětská láska Raimond proklíná hlasy, které z Johanky udělaly v očích lidí blázna a vzdálily mu ji
5. Cesta do Vacouleurs – Johanka se vydává na cestu za velitelem pevnosti Vacouleurs, Raimond ji potají následuje
6. Francii čert vzal – Beaudricourt spílá neschopnému velení francouzské armády, válka už je prý prohrána; Johanka se k Beaudricourtovi dostane téměř násilím a přesvědčí velitele, aby ji poslal s dopisem a družinou na královský dvůr; Beaudricourt, vyděšen jejím proroctvím, tak udělá
7. Cesta do Chinonu – Johanka pokračuje na královský dvůr
8. Chinon – mladý a rozmazlený dauphin (nekorunovaný král) je neschopný panovník, ze kterého si tropí žerty i dvorní šašek; dauphin neumí rozsoudit spor kapitána La Hirea s arcibiskupem a velitelem Tremouillem o dalším postupu bojů;
9. Vím, co cítíš – přichází Johanka a přesvědčí dauphina, aby se bojovalo dál; dauphin degraduje Trémouille, vrchním velitelem jmenuje La Hirea a povolí pokračování války
10. Když smrt je… – Johanka se snaží vzbudit ve vojácích víru a odvahu; La Hire se jí vysměje: vojáci jsou prý jenom drancující sebranka ožralů
11. Ať žije král, ať žije Francie! – ale Johančina pevná víra vojáky přece jenom dostane na kolena a povzbuzení se vrhají do bitvy o Orleans a vítězí
12. Láska je Bůh – Johanka je zdrcena krveprolitím na bojišti a vítězství má pro ni hořkou příchuť; La Hire se do ní zamiluje, ale ona před jeho vyznáním utíká
13. Nebe to ví – Johanka ve skrytu duše miluje La Hirea, stejně ale dává přednost svému úkolu a ač nerada, zříká se lásky; Raimond to nelibě sleduje

### Druhé dějství
1. Prolog 2 – Francouzům se v bitvách daří
2. Bitvy – Angličané ustupují a Johanka pokaždé vítězí; Johanka však cítí blízkost smrti
3. Ďábel závisti – Dauphin s nevolí sleduje rostoucí popularitu Johanky
4. Cesta je volná – vojsko uvolnilo cestu do korunovačního města Remeš; vděčný dauphin na chvíli zapomíná na žárlivost
5. Tantum ergo – dauphinův sen se naplňuje – v Remeši na jeho hlavě spočine královská koruna
6. Hlasy mlčí – Johančiny hlasy umlknou, zmatena neví, co má dělat, když své poslání naplnila
7. Korunovace – král je spokojen a už není dál ochoten válčit, uvažuje nad podepsáním mírové smlouvy; Johanka a La Hire chtějí naopak táhnout dál a osvobodit Paříž; král souhlasí s posunem armády ke Compiégne
8. Most přes minulost – Johanka ví, že se její život chýlí ke konci
9. Dala's jim víc – Raimond prosí Johanku, aby spolu odešli zpátky domů; Johanka i přes to, že své poslání naplnila, odmítá; radši zůstane s La Hirem, i když to znamená smrt
10. Zatčení – v Compiégne Angličané Johance nastrojili past a burgundský vévoda ji zajme
11. Ty mě znáš – zoufalý Raimond obviňuje La Hirea ze zrady a pokouší se ho zabít
12. Příště tě zabiju – Raimondův pokus nekončí úspěchem, společně s La Hirem doufají, že král zaplatí za Johanku výkupné; burgundský vévoda však požaduje vysokou částku, kterou král odmítá zaplatit
13. Vězení v Rouenu – biskup Couchon vyslýchá Johanku a škodolibě jí oznamuje, že je sama – král výkupné nezaplatí a La Hire neosvobodí; Johanka se odmítá poddat
14. Ty jsi ten déšť – La Hire pochopí, že Johanku čeká smrt a v duchu se s ní loučí
15. Proces – Johanka vzdoruje mučení, přiznání si od ní však Couchon vynutí lstí a je odsouzena k smrti upálením
16. Spáso duše mé – Johanka umírá
17. Kat – Popravčí vypráví o její smrti; v popele nachází Johančino srdce, které nešlo upálit
18. Aleluja